# Łajdagole
Łajdagole (lit. Laidagaliai) − wieś na Litwie, w rejonie wileńskim, 8 km na północny zachód od Awiżenii, zamieszkana przez 26 ludzi. Przed II wojną światową w Polsce, w powiecie wileńsko-trockim województwa wileńskiego.